# Wijde Heisteeg
De Wijde Heisteeg is een korte steeg in Amsterdam-Centrum.

## Geschiedenis en ligging
De Wijde Heisteeg is gelegen tussen Singel en Herengracht en aangelegd op een stuk grond dat in de zestiende eeuw bij Amsterdam werd getrokken. De steeg ontleent zijn naam aan de Heisteeg, waar het in het verlengde van ligt, en die van de vorige stadsuitleg dateert.
Doordat de Wijde Heisteeg opgenomen is in de zogenaamde 9 straatjes is deze heden ten dage sterk gericht op winkelend publiek.

### Rijksmonumenten
| Object           | Bouwperiode  | Monumentenstatus   | Omschrijving | Afbeelding |
| ---------------- | ------------ | ------------------ | --- | ---------- |
| Wijde Heisteeg 1 | 18e eeuw     | rijksmonument 1498 | Pand met ingezwenkte halsgevel |            |
| Wijde Heisteeg 3 | 19e eeuw     | rijksmonument 1499 | Boven de pui vernieuwde gevel onder rechte lijst. Vormt met nr 5 een etagewoningencomplex. |            |
| Wijde Heisteeg 5 | 18e eeuw     | rijksmonument 1500 | Pand met halsgevel van het "type met doorboorde bloem"). Gevelsteen met kousenwinkel. Vormt met nr 3 een etagewoningencomplex.                                                                        |            |
| Wijde Heisteeg 7 | 19e eeuw     | rijksmonument 1501 | Pand met gevel onder rechte lijst. |            |
| Wijde Heisteeg 9 | 17e-19e eeuw | rijksmonument 1502 | Hoekhuis (17e of 18e eeuw) waarvan de voorgevel (18e eeuw?) en de gepleisterde zijgevel (19e eeuw) door de omlopende lijst van het toen aangebrachte dak worden beëindigd. Pothuis tegen de zijgevel. |            |
| Wijde Heisteeg 2 | 17e-19e eeuw | rijksmonument 1503 | Achterste deel van het reeds op de lijst vermelde 17e eeuwse hoekpand Singel 140: Houten winkelpui met erkervormige uitstalkast (19e eeuw).                                                           |            |
| Wijde Heisteeg 4 | 18e eeuw     | rijksmonument 1505 | Pand met halsgevel met gedeelde vleugelstukken en ornament onder de afdekking. Vormt met nr 6 een groep (etagewoningencomplex; gemeenschappelijke bovenhuisdeur uit de bouwtijd). Gaper.              |            |
| Wijde Heisteeg 6 | 18e eeuw     | rijksmonument 1506 | Pand met halsgevel met gedeelde vleugelstukken en ornament onder afdekking. Vormt met nr 4 een groep (etagewoningencomplex: gemeenschappelijke bovenhuisdeur uit de bouwtijd).                        |            |